# Dart Fener
Dart Fener (nell'originale inglese e nell'adattamento italiano delle opere del nuovo canone Darth Vader) è un personaggio immaginario del franchise di Guerre stellari. Il personaggio è un antagonista della trilogia originale nonché, come Anakin Skywalker, protagonista della trilogia prequel. Dart Fener è un personaggio centrale dell'intera saga, essendo apparso in tutti i primi sei film, nel film animato The Clone Wars e nella serie animata omonima. Oltre a ciò, compare anche nel film spin-off Rogue One, nelle serie animate Rebels e Forces of Destiny, nella miniserie TV Obi-Wan Kenobi, nelle serie di corti animati Star Wars: Tales of the Jedi e Star Wars: Tales of the Empire e nella serie TV Ahsoka.
Scoperto da piccolo su Tatooine da Qui-Gon Jinn che crede possa essere il "Prescelto", ovvero colui che, secondo un'antica profezia, porterà equilibrio nella Forza, in seguito alla morte di questi diviene apprendista di Obi-Wan Kenobi. In breve tempo diventa un potente Jedi ed eroe delle guerre dei cloni fino a quando non si convertirà al Lato Oscuro iniziando a servire l'Impero Galattico, come allievo del suo maestro Sith, Palpatine (alias Darth Sidious).
L'American Film Institute lo ha indicato come il terzo più grande cattivo dei film nella storia del cinema nella classifica AFI’s 100 Years... 100 Heroes and Villains, dietro Hannibal Lecter e Norman Bates.

## Il personaggio

### Ideazione e sviluppo

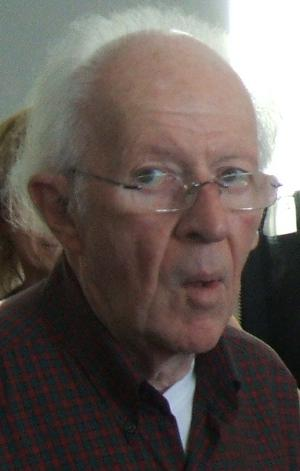
Il disegnatore Ralph McQuarrie ha realizzato il costume di Dart Fener

Nella prima stesura di The Star Wars era un generale cupo e alto, già vicino alla sua rappresentazione finale, e il protagonista "Anakin Skywalker" ha avuto un ruolo simile a quello del figlio Luke Skywalker di un guerriero rispettato. La maschera di Fener è stata originariamente progettata da Ralph McQuarrie come parte della tuta spaziale di Fener e non destinata a far parte del costume regolare. Brian Muir ha realizzato il costume del personaggio su disegno di McQuarrie.
Dopo il successo del film Guerre stellari, Lucas ha assunto l'autrice di fantascienza Leigh Brackett perché scrivesse il sequel con lui. Si sono incontrati numerose volte e, per la fine di novembre del 1977, Lucas aveva prodotto uno scritto a mano. La sceneggiatura rimase simile al film finale, salvo che Fener non rivela che è il padre di Luke. Nella prima bozza che Brackett avrebbe scritto per Lucas, il padre di Luke appare come un fantasma per istruire suo figlio. Sfortunatamente però Brackett morì di cancro prima di riuscire a parlare con Lucas. Con nessuno scrittore disponibile, quest'ultimo dovette scrivere la storia da solo. In questa nuova sceneggiatura, ci fu un nuovo colpo di scena: Fener che dichiara di essere il padre di Luke. Secondo Lucas, ha trovato questo progetto divertente da scrivere, in contrasto con la difficile stesura della trama del primo film.
Il nuovo elemento della parentela con Luke ha avuto effetti drastici sulla serie. Michael Kaminski sostiene nel suo libro che è improbabile che il punto della trama fosse seriamente considerato o addirittura concepito prima del 1978, e che il primo film è stato chiaramente un'opera alternativa, in cui Fener era un personaggio separato dal padre di Luke. Dopo aver scritto la nuova stesura in cui è stato introdotto il punto della trama, Lucas ha revisionato il nuovo retroscena che aveva creato: Anakin era stato il brillante allievo di Obi-Wan e aveva un figlio di nome Luke, ma è stato sedotto dal Lato Oscuro da Palpatine. Anakin combatté contro il suo vecchio maestro su un vulcano dove rimase gravemente ferito, salvo poi rinascere come Dart Fener. Nel frattempo, Kenobi nascose Luke su Tatooine, mentre la Repubblica Galattica divenne il tirannico Impero Galattico e mentre Fener continuava a cercare Obi-Wan. Questo cambiamento di carattere fornirebbe un trampolino di lancio per la "Tragedia di Dart Fener", trama che sta alla base della trilogia prequel.
Dopo aver deciso di creare la trilogia prequel, Lucas ha indicato la serie come rappresentazione della tragica caduta di Anakin verso il Lato Oscuro. Vide anche che i prequel avrebbero potuto costituire l'inizio di una lunga storia che è iniziato con l'infanzia di Anakin e si è conclusa con la sua morte. Questo è stato l'ultimo passo per trasformare la serie di film in una "saga".
Per il primo prequel, La minaccia fantasma, Lucas ha fatto sì che Anakin avesse nove anni per rendere più struggente la separazione del personaggio dalla madre. È stato realizzato anche un poster, per il film, in cui si vede il piccolo Anakin la cui ombra raffigura Dart Fener. Il film, in ultima analisi, ha raggiunto l'obiettivo primario di introdurre Anakin al pubblico.

### Interpreti e doppiatori

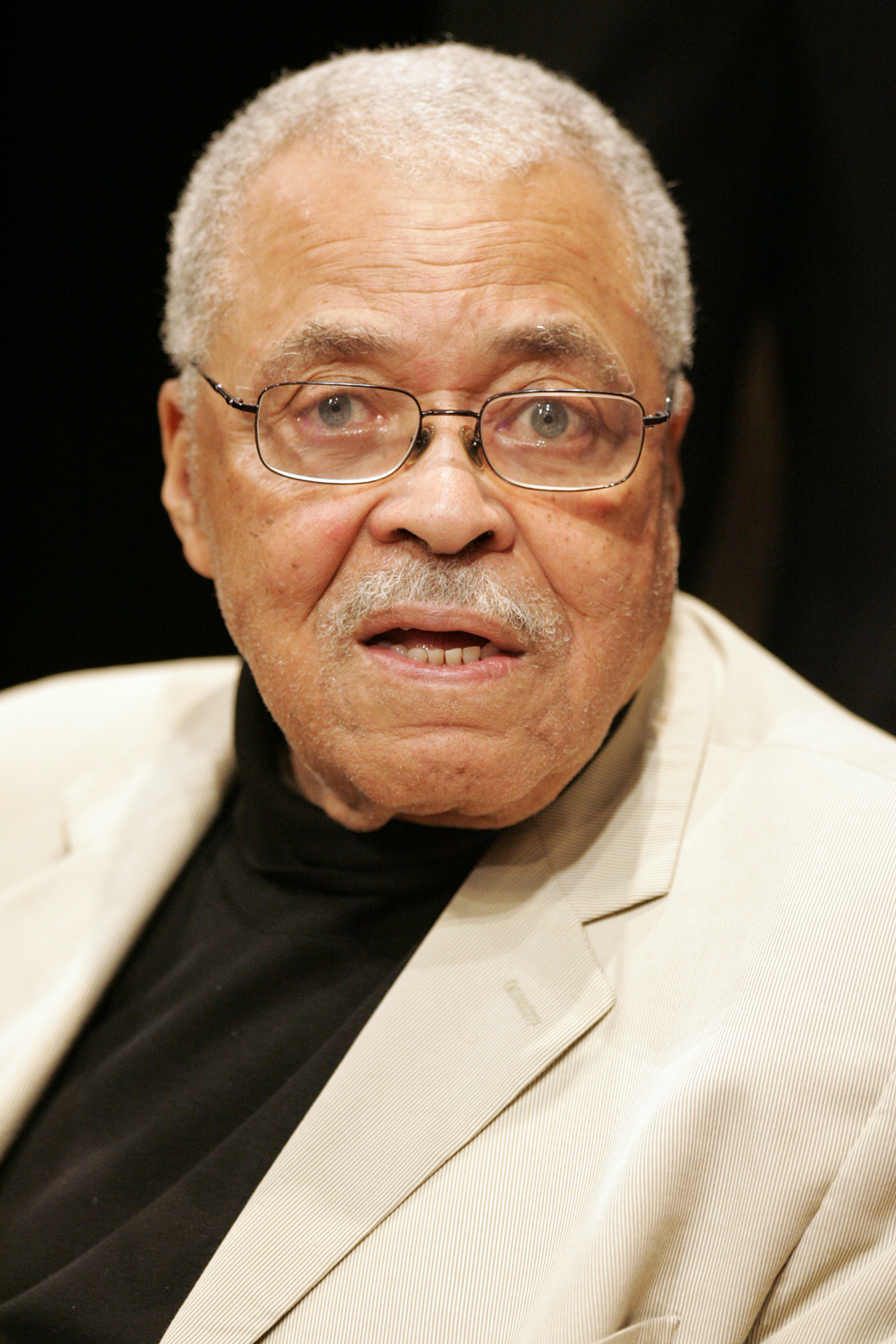
James Earl Jones ha doppiato Dart Fener in originale

Il personaggio è interpretato da David Prowse nella trilogia originale, e nell'ultimo episodio è Sebastian Shaw a prestare il proprio volto al morente Dart Fener. A causa di un incidente che rese momentaneamente indisponibile Prowse, l'istruttore di scherma ingaggiato per allenare gli attori (Bob Anderson) lo sostituì nelle scene in cui Fener combatte con la spada laser contro suo figlio Luke. Lucas scelse David Prowse come interprete fisico di Fener per via del suo fisico statuario e della sua notevole altezza ma la sua voce si rivelò tutt'altro che intimidatoria o autoritaria a causa del suo forte accento West-Country che lo faceva suonare più come un contadino che come un dittatore galattico. Pertanto prese la decisione di sostituire la sua voce in post-produzione con quella di un altro attore: in un primo momento, Lucas aveva pensato di far doppiare Dart Fener nientemeno che a Orson Welles ma questi venne ritenuto fin troppo famoso e riconoscibile. La caratteristica voce cavernosa e metallica che contraddistingue il personaggio è invece di James Earl Jones. Lucas scelse James Earl Jones dopo averlo visto interpretare l'Otello a teatro, rimasto colpito dalla sua potente voce baritonale. Jones chiese, tuttavia, di non essere inserito nei titoli di coda per questioni artistiche. Questa la sua dichiarazione:
(James Earl Jones spiega perché non fu inserito nei titoli di coda dei primi due film)
Jones ha doppiato Fener in tutti i film della saga, compreso La vendetta dei Sith, e nella serie Star Wars Rebels. Ha anche doppiato Fener nel videogioco LEGO Star Wars: La saga completa e nella puntata de I Simpson Musica Maestro, dove Fener fa un cameo insieme a Mufasa (altro personaggio doppiato da James Earl Jones) e allo stesso Jones.

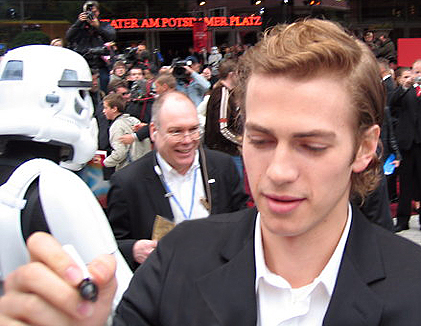
L'attore Hayden Christensen ha interpretato il giovane Anakin Skywalker

Nella trilogia prequel Anakin Skywalker è interpretato dal piccolo Jake Lloyd nel primo capitolo e da Hayden Christensen nel secondo e terzo episodio, compresa la scena in cui si vede il personaggio nella sua armatura caratteristica. In italiano il personaggio è doppiato nelle scene in armatura da Massimo Foschi (inclusa la scena conclusiva interpretata da Hayden Christensen alla fine de La vendetta dei Sith), mentre la scena finale da Il ritorno dello Jedi (interpretata da Sebastian Shaw), in cui Fener viene "smascherato" è doppiata da Marcello Tusco. Da bambino (Lloyd) è doppiato da Alessio Puccio, mentre da ragazzo (Christensen) a prestargli la voce è Francesco Pezzulli, eccetto nelle serie Star Wars: The Clone Wars, Star Wars Rebels e Star Wars: Forces of Destiny in cui è doppiato da Marco Vivio. In una breve scena in cui appare da bambino, nella serie Star Wars: Clone Wars, Anakin è doppiato da Tatiana Dessi. In Star Wars Rebels Fener è doppiato da Luca Biagini. Inoltre, in una brevissima scena aggiunta di Fener su Bespin nel film L'Impero colpisce ancora, il Sith è doppiato da Rodolfo Bianchi.
In una versione rimasterizzata dell'Episodio VI, l'ultimo della prima trilogia, Christensen riappare come Anakin sotto forma di spirito ritornato al lato luminoso della Forza, insieme agli spiriti di Yoda e di Obi-Wan, sostituendo con la tecnica digitale Sebastian Shaw che nella versione originale riappariva anche in quel punto vestito da Jedi.

## Apparizioni

### Film

#### Guerre stellari
Dart Fener appare per la prima volta al cinema nel film Guerre stellari, nel 1977 come un cyborg al servizio dell'Impero Galattico. Il Signore Oscuro dei Sith ha il compito, insieme al comandante Imperiale Gran Moff Tarkin, di recuperare i piani tecnici segreti della Morte Nera, che sono stati rubati dai Ribelli. Fener cattura e tortura la Principessa Leila Organa, che ha nascosto i piani all'interno del droide R2-D2 che è stato inviato per poter trovare il Maestro Jedi Obi-Wan Kenobi sul pianeta Tatooine. Durante il salvataggio di Leila, Obi-Wan si dissolve nella forza durante un duello con Fener. Dopo aver posizionato un dispositivo di tracciamento a bordo del Millennium Falcon, Fener è in grado di rintracciare la base dei ribelli sul pianeta Yavin IV. Durante l'attacco dei ribelli sulla Morte Nera, Fener tenta di abbattere il caccia Ala-X di Luke, ma Ian Solo interviene e manda la nave di Fener fuori rotta, permettendo a Luke di distruggere la Morte Nera.

#### L'Impero colpisce ancora
Tre anni dopo gli eventi del primo film, ne L'Impero colpisce ancora il Signore Oscuro diviene ossessionato dalla missione di recupero del figlio, cosa che inoltre lo ricondurrebbe a trovare la base Ribelle. Mentre è a colloquio con l'Imperatore, Fener lo convince che Luke diventerebbe un alleato prezioso se potesse passare al Lato oscuro della Forza. Quindi Fener ingaggia un gruppo di cacciatori di taglie per seguire Luke ed i suoi amici, e si accorda con l'amministratore di Bespin Lando Calrissian per far cadere Luke in una trappola. Dopo che Ian, Leila, Chewbecca e C-3PO arrivano, Fener tortura Ian, lo congela nella grafite e lo consegna al cacciatore di taglie Boba Fett. Quando Luke arriva, Fener ingaggia un duello con lui e lo sconfigge amputandogli la mano destra. Subito dopo Fener rivela a Luke che è suo padre e gli chiede di unirsi a lui per uccidere l'Imperatore e governare la galassia come padre e figlio. Inorridito, Luke preferisce lasciarsi cadere attraverso un pozzo di ventilazione. Infine Fener dice telepaticamente a Luke che è il suo destino quello di volgersi verso il Lato Oscuro.

#### Il ritorno dello Jedi
Nell'ultimo film della trilogia originale Il ritorno dello Jedi, Fener e l'Imperatore stanno sovrintendendo alla costruzione della seconda Morte nera. L'Imperatore fa capire a Fener che presto Luke si unirà a loro, passando al Lato oscuro; il giovane Skywalker, sempre convinto della bontà che c'è nel padre, si arrende a Fener, che lo porta davanti all'Imperatore a bordo della Morte nera; al suo cospetto, l'Imperatore tenta Luke affinché questi passi al Lato oscuro facendo leva sulla paura del giovane Jedi per la sorte dei suoi amici. Preso dalla rabbia, Luke ingaggia ancora una volta un duello con Fener. Rendendosi conto che Leila è la sorella gemella di Luke, Il Sith minaccia di far passare lei al Lato oscuro, se Luke si rifiutasse: furioso, Luke attacca il padre e gli amputa la mano robotica. A quel punto l'Imperatore istiga Luke a uccidere Fener e a prenderne il posto. Luke però, resosi conto che sta per cedere al suo odio e uccidere suo padre, si rifiuta, dichiarandosi fieramente un Jedi come suo padre prima di lui: l'Imperatore lo tortura scagliandogli i fulmini di Forza. Provando pietà per il figlio, che lo implorava di aiutarlo, Fener lascia il Lato oscuro e getta l'Imperatore nel reattore della Morte nera, uccidendolo; questo gesto però gli costa caro, poiché i fulmini di Forza ne hanno danneggiato irreparabilmente l'armatura. Dopo aver chiesto a Luke di togliergli la maschera per poterlo vedere per la prima volta con i suoi veri occhi, il redento Anakin Skywalker, ormai in punto di morte, dice a suo figlio che aveva ragione sul fatto che ci fosse ancora del buono in lui. Nonostante il desiderio del figlio di salvarlo, Anakin gli risponde che lo ha già fatto, perché, avendo salvato Luke, Dart Fener è morto, mentre Anakin è tornato a esistere. Luke riesce a uscire dalla Morte nera con la salma del padre, che viene cremata su d'una pira, secondo le tradizioni Jedi. Durante i festeggiamenti sulla Luna boscosa di Endor per la caduta dell'Impero, lo spirito di Anakin, che ha riabbracciato il Lato chiaro, si riunisce con quelli di Obi-Wan e Yoda per vegliare su Luke e i suoi amici.

#### La minaccia fantasma

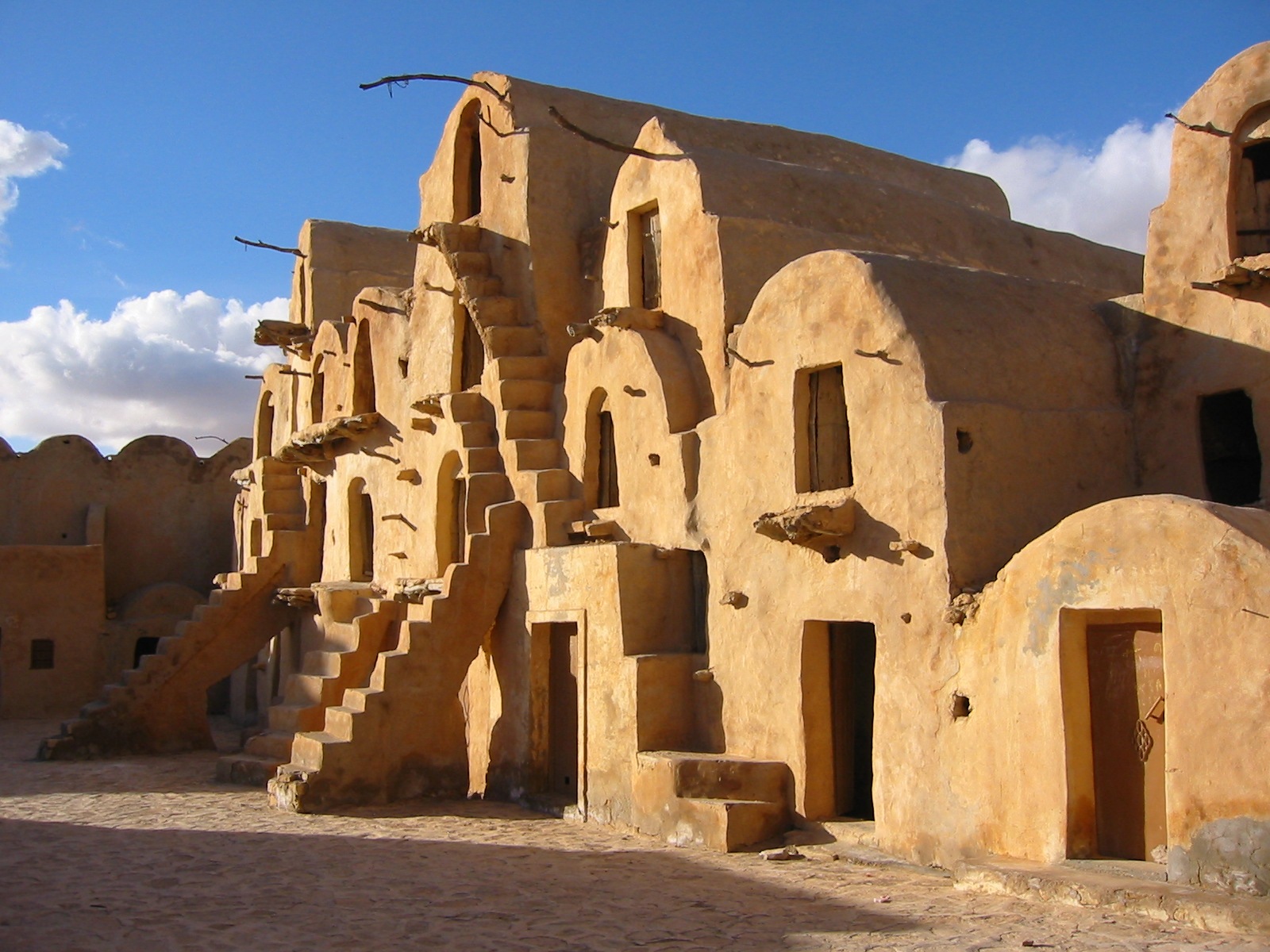
Alcune case di Ksar Ouled Soltane in Tunisia, usate per girare le scene su Tatooine, pianeta natale di Anakin Skywalker

La prima apparizione di Anakin cronologica e nella trilogia prequel è in La minaccia fantasma, che si svolge 32 anni dal primo Guerre stellari. In questo film è un giovane schiavo che vive sul pianeta Tatooine, dove nacque nel 42 BBY, con la madre Shmi. Il piccolo Anakin è stato concepito senza un padre ed è estremamente potente nella Forza. Oltre ad essere già un pilota di talento e un ottimo meccanico, ha costruito il droide protocollare C-3PO. Il Maestro Jedi Qui-Gon Jinn incontra Anakin dopo aver effettuato un atterraggio di emergenza su Tatooine. Qui-Gon avverte il forte legame di Anakin con la Forza e si convince che il ragazzo sia il "Prescelto" della profezia Jedi, ovvero colui che porterà equilibrio nella Forza. Dopo aver vinto la sua libertà in una corsa degli sgusci, Anakin parte per Coruscant per poter essere addestrato come un Jedi, ma è costretto a lasciare Shmi alle spalle. Durante il viaggio, Anakin forma un legame con Padmé Amidala, la giovane regina di Naboo. Qui-Gon chiede al Consiglio Jedi per il permesso di addestrare Anakin, ma costoro avvertono la paura nel ragazzo e rifiutano. Alla fine, Anakin aiuta a contrastare l'invasione della Federazione dei Mercanti di Naboo distruggendo la loro nave comando. Dopo che Qui-Gon viene ucciso in un duello con Signore Oscuro dei Sith Darth Maul, Obi-Wan Kenobi promette di addestrare Anakin, con l'approvazione riluttante del Consiglio.

#### L'attacco dei cloni
Nel film L'attacco dei cloni, che si svolge dieci anni dopo gli eventi de La minaccia fantasma, Anakin è diventato apprendista Padawan di Obi-Wan. Dopo aver salvato Padmé, che ora è una senatrice, da un tentativo di assassinio, Anakin si reca su Naboo, dove i due si innamorano e si baciano. Intuendo che Shmi sta soffrendo, Anakin si reca a Tatooine per salvarla. Mentre si trova lì, Anakin scopre che è stata rapita da predoni Tusken. il giovane Padawan trova Shmi al campeggio Tusken, che muore poco dopo tra le sue braccia. Infuriato, Anakin massacra i Tusken e ritorna a casa dei Lars per seppellire Shmi. In seguito viaggia con Padmé a Geonosis per salvare Obi-Wan dal Signore dei Sith Conte Dooku, un tempo Maestro Jedi di Qui-Gon e ora leader dei Separatisti, un'organizzazione che mira alla secessione dalla Repubblica Galattica. Dooku riesce a scovarli, e li condanna a morte. Tuttavia, una squadra di Jedi arriva con l'esercito dei cloni di Kamino riuscendo a fermare le loro esecuzioni. Obi-Wan e Anakin si confrontano con Dooku durante la battaglia che ne segue, ma il Signore dei Sith batte entrambi in duello amputando il braccio di Anakin. Yoda interviene e salva i Jedi. Alla fine del film Anakin, dotato di un braccio robotico, sposa Padmé in segreto.

#### La vendetta dei Sith

La scena della trasformazione di Anakin in Dart Fener nel film La vendetta dei Sith

Nel film La vendetta dei Sith, che si svolge tre anni dopo L'attacco dei cloni, Anakin è diventato Cavaliere Jedi ed un eroe di guerra. Insieme ad Obi-Wan conduce una missione per salvare Palpatine dal malvagio comandante separatista Generale Grievous a bordo della sua nave. Quando i Jedi incontrano Dooku, Anakin riesce ad amputargli le mani uccidendolo a sangue freddo su sollecitazione di Palpatine. Dopo essere tornati in salvo con il cancelliere su Coruscant, Anakin scopre che Padmé è incinta. In seguito ha però delle visioni della moglie che muore, ed è determinato ad impedire che ciò si realizzi. Palpatine dice ad Anakin che il Lato Oscuro ha il potere di ingannare la morte, e alla fine rivela che egli è il Signore Oscuro dei Sith Darth Sidious. Anche se è stato lui stesso ad aver informato Mace Windu della vera natura di Palpatine, Anakin segue il maestro Jedi per assicurarsi che Palpatine venga catturato vivo, poiché vuole servirsi del suo potere per evitare la morte della moglie. Resosi conto che Windu sta per uccidere Palpatine, Anakin interviene in aiuto del Sith, che uccide così Windu. Nel disperato tentativo di salvare Padmé, Anakin volge così al Lato Oscuro e diventa apprendista Sith di Palpatine, con il nome di Dart Fener. Su ordine di Palpatine, Anakin conduce dapprima una legione di cloni per uccidere tutti al Tempio Jedi ed in seguito massacra i rimanenti leader separatisti che si nascondevano sul pianeta vulcanico Mustafar. Padmé si confronta con il marito e lo implora di ritrovare la ragione, ma Anakin, corrotto dal Lato Oscuro pur amando ancora la moglie, rifiuta e anzi la invita a unirsi a lui per togliere di mezzo il Cancelliere e governare insieme la Galassia. Quando Obi-Wan esce dalla nave di Padmé, Anakin accusa la moglie di cospirare contro di lui e utilizza la Forza per soffocarla. Dopo un lungo e feroce duello con il suo ex maestro ed amico, Obi-Wan taglia le gambe e il braccio sinistro di Anakin, che rimane bruciato vivo accanto alla riva di un fiume di lava. Palpatine salva Anakin e lo riporta a Coruscant, dove ricostruisce il corpo mutilato del suo apprendista, attrezzandolo di un respiratore e la tuta corazzata nera. Quando Anakin chiede se Padmé è al sicuro, Palpatine gli dice che è stato lui stesso ad ucciderla in uno scatto d'ira. Scioccato dalla rivelazione, Anakin distrugge con la Forza l'intera stanza e urla il suo dolore: la sua trasformazione in Dart Fener ora è completa, perché, morta Padmé, muore anche Anakin Skywalker. Il film si conclude, con Fener che supervisiona la costruzione della prima Morte Nera insieme all'Imperatore Palpatine e il Governatore Tarkin.

#### Rogue One
Fener appare anche in Rogue One, primo film Star Wars Anthology, con James Earl Jones che dà la voce al personaggio in originale e Massimo Foschi in italiano. Fener è interpretato nell'armatura da Spencer Wilding. Nel film ha un breve incontro con il Direttore Krennic, in cui lo rimprovera per la sua inettitudine e la sua tendenza a creare problemi strozzandolo con la Forza, senza ucciderlo, e mettendo Tarkin al controllo della Morte Nera. In seguito, dopo che Jyn Erso è riuscita a trasmettere gli schemi tecnici della Morte Nera all'Alleanza Ribelle, Fener abborda le navi ribelli e compie un massacro nel tentativo di recuperare i dati rubati, fallendo.

#### L'ascesa di Skywalker
La voce di Dart Fener è udibile per qualche secondo all'inizio del film quando Darth Sidious rivela a Kylo Ren di essere stato ogni voce che il ragazzo ha udito nel suo trascorso al Lato Oscuro. La voce di Anakin è presente nel momento in cui Rey fa appello a tutti i Jedi del passato per affrontare un'ultima volta Darth Sidious.

### Televisione

#### The Clone Wars
Nel film d'animazione del 2008 Star Wars: The Clone Wars Yoda gli affida una Padawan Togruta, Ahsoka Tano. Durante la battaglia di Christophsis. Con lei, svolge l'importante missione di ritrovare il figlio di Jabba the Hutt rapito da Asajj Ventress, l'apprendista Sith del conte Dooku. Dopo aver ritrovato il piccolo Hutt sul pianeta Teth, lo riportano su Tatooine dal padre. Qui Anakin si scontra nuovamente col conte Dooku, ma viene costretto ad abbandonare il duello (durante il quale dimostra comunque i suoi enormi miglioramenti) per salvare la sua Padawan. Inoltre, ha un ruolo di primaria importanza nella distruzione della temuta nave separatista Malevolence: durante l'attacco riesce prima a salvare il maestro Jedi Plo Koon, poi a danneggiarla guidando un attacco di bombardieri Y-Wing e infine a salvare Padmé, catturata dai Separatisti, e a distruggerne internamente l'iperguida della nave, rendendola un facile bersaglio. In seguito, si impegna a ritrovare il suo amico droide R2-D2, catturato dal generale Grievous. Con la sua Padawan compie numerose missioni ma, verso la fine della guerra, Ahsoka rimane coinvolta in un attentato al Tempio Jedi e accusata ingiustamente; in realtà è stata incastrata dalla sua amica Barriss Offee ma Anakin riesce a salvarla dalle accuse. Nonostante tutto però Ahsoka decide di abbandonare l'Ordine dei Jedi, con grande rammarico da parte di Skywalker. Si incontrano un'ultima volta e Anakin le dona delle nuove spade laser, ma i due devono salutarsi nuovamente perché Anakin si reca a salvare il Cancelliere e lei partecipa all'assedio di Mandalore.

#### Rebels
Dart Fener compare come ologramma nell' episodio pilota della prima stagione della serie Star Wars Rebels dove parla con il Grande Inquisitore ordinandogli di dare la caccia ai figli della Forza e che questi non dovranno diventare Jedi. Nel finale l'Imperatore lo invia su Lothal per aiutare il Gran Moff Wilhuff Tarkin a contrastare la minaccia di un gruppo di ribelli formato da Ezra Bridger, Kanan Jarrus, Hera Syndulla, Sabine Wren e Garazeb Orellios a seguito della morte del Grande Inquisitore sullo Star Destroyer Sovereign. Affiancato dallo spietato agente Kallus, Fener decise di mettere Capital City (la capitale del pianeta) sotto assedio per scovare Kanan e compagni, i quali stavano cercando di rubare alcune apparecchiature e generatori di scudi da un magazzino, affrontando Jarrus e Bridger in duello. La superiorità di Fener fu netta ma i Ribelli riuscirono a fuggire. In seguito Fener pilotò il suo caccia avanzato TIE contro la flotta del comandante Jun Sato, riuscendo ad abbattere numerosi caccia A-Wing e avvertendo la presenza della sua ex-Padawan Ahsoka Tano. A seguito però della fuga dello Spettro (la nave di Kanan e compagni), Fener ricevette ordine da Palpatine di trovare Ahsoka per poter scovare altri Jedi sopravvissuti, oltre che di mandare su Lothal i nuovi Inquisitori: Fener scelse il freddo e spietato Quinto Fratello, a cui in seguito si aggiunse anche Settima Sorella. In seguito Fener torna ad affiancare i due Inquisitori, assieme ad un terzo, Ottavo Fratello, per cercare personalmente Ahsoka. Fener si reca su Malachor, informato dagli Inquisitori, per catturare Ahsoka, Kanan ed Ezra, oltre che per recuperare un olocrone Sith per volere dell'Imperatore. Qui riesce a mettere a terra Ezra, distruggendogli la sua spada laser, ma viene fermato da Ahsoka, la quale gli distrugge una parte dell'elmo, scoprendo che lui in realtà è il suo antico maestro, Anakin Skywalker. Fener viene poi visto uscire dal Tempio distrutto, mentre il destino di Ahsoka rimane ignoto. Ricomparirà nuovamente nella quarta stagione dove viene visto da Ezra Bridger combattere Ahsoka su Malachor tramite un portale aldilà dello spazio e del tempo. Verrà rivelato che durante il duello Ahsoka farà crollare il pavimento sottostante facendo precipitare il Signore Oscuro e venendo salvata da Bridger. Fener sopravvivrà e uscirà zoppicando dal Tempio come ci era già stato mostrato in precedenza.

#### The Bad Batch
Compare per pochi istanti in un breve riepilogo della prima puntata in cui lui e Obi-Wan stanno liberando il cancelliere dal Generale Grievous, stessa sequenza che si vede nel terzo episodio della saga.

#### Obi-Wan Kenobi
Dart Fener appare nella miniserie sul Maestro Jedi Obi-Wan Kenobi, ambientata durante il suo esilio su Tatooine mentre veglia sul giovane Luke Skywalker. La serie è collocata circa 10 anni dopo gli eventi di Star Wars: Episodio III - La vendetta dei Sith con il ritorno di Ewan McGregor e Hayden Christensen. Obi-Wan crede che il suo apprendista caduto sia morto per le ferite su Mustafar, scopre invece, dall'inquisitrice Reva, che Anakin Skywalker è vivo. La trama della serie racconta la caccia dell'Impero a Obi-Wan, impegnato nel tentativo di riportare su Alderaan la giovane Leila, adottata dal governatore Bail Organa. Nella serie viene mostrata la gravità delle condizioni fisiche di Dart Fener, mutilato, ustionato e incapace di respirare autonomamente. Nel terzo episodio Fener riesce, dopo dieci anni, ad affrontare faccia a faccia il suo vecchio maestro Obi-Wan Kenobi sul quale ha facilmente la meglio: il suo vecchio mentore è ormai invecchiato e ha perso parte delle sue abilità nella Forza. Nonostante Obi-Wan riesca a scappare, e successivamente a compiere un'incursione nel quartier generale degli Inquisitori, Fener lo rintraccia sul pianeta Jabiim grazie al segnalatore dell'inquisitrice Reva. Obi-Wan riesce a scappare sempre con l'aiuto di Reva che si rivela essere un'ex Padawan che, durante l'Ordine 66, ha assistito al massacro dei giovanissimi ed indifesi Padawan per mano di Anakin. La giovane Reva, desiderosa di vendetta, viene però sconfitta in duello da Dart Fener con grande facilità. Per consentire la fuga di Leila, Obi-Wan decide di affrontare di nuovo il suo ex apprendista: questo secondo scontro della serie è più equilibrato, ma nonostante Fener sembri avere la meglio, ad un certo punto subisce il contrattacco del suo vecchio maestro, tornato potente nella Forza grazie alle emozioni positive trasmesse a lui da Luke e Leila, i figli di Fener. Obi-Wan riesce a danneggiare il respiratore di Fener, lo ferisce alla schiena e distrugge la parte sinistra del suo elmo, rivelando parte del suo volto. Il contrasto tra Anakin e Fener è acceso, ma alla fine è il Lato Oscuro a predominare su di lui, facendo accettare ad Obi-Wan l'idea che il suo amico di un tempo è morto davvero. Sconfitto, Fener decide apparentemente di cessare la caccia al suo vecchio maestro.

#### Tales of the Jedi
In questa breve serie Skywalker compare solo in un episodio durante le guerre dei cloni di nuovo al fianco della sua padawan Ahsoka. Assiste a delle prove di addestramento della ragazza e decide di affinare e migliorare le sue abilità attraverso un esercizio con l'ausilio dei soldati cloni della legione del capitano Rex. Dopo vari buchi nell'acqua passerà del tempo e assisterà con gioia al miglioramento della sua allieva.

### Legends
Con l'acquisizione della Lucasfilm da parte di The Walt Disney Company nel 2012, la maggior parte dei romanzi e fumetti di Guerre stellari prodotti su licenza sono stati inseriti nel brand Star Wars Legends e dichiarati non canonici al franchise nel mese di aprile del 2014.

#### Clone Wars
Anakin è il protagonista di tutte e tre le stagioni della microserie Star Wars: Clone Wars del 2003, che si svolge quattro mesi dopo la conclusione del film L'attacco dei cloni. Anakin diventa un Cavaliere Jedi e viene rapidamente promosso a generale dell'esercito di cloni della Repubblica, dovuta in parte all'influenza di Palpatine. Tra le altre missioni, combatte un duello con la Jedi Oscura Asajj Ventress, aiuta Obi-Wan a penetrare in una base Separatista e salva il Maestro Jedi Saesee Tiin nel corso di una battaglia spaziale. Durante la terza stagione, Anakin libera il pianeta Nelvaan dal controllo separatista e ha una visione criptica del suo futuro come Dart Fener. Nel finale di stagione, Anakin e Obi-Wan vanno in missione per salvare Palpatine dal Generale Grievous, ricollegandosi al film La vendetta dei Sith.

#### Romanzi
Fener ha un posto di rilievo nei romanzi ambientati nell'universo di Guerre stellari. Nel romanzo del 1978 La gemma di Kaiburr di Alan Dean Foster, Fener incontra Luke Skywalker per la prima volta e ingaggia un duello con lui al termine del quale Luke taglia il braccio del Signore Oscuro dei Sith e lo fa cadere in una fossa profonda. Nel 1999, ne La ricerca di Fener, Fener incontra Luke per la prima volta dopo l'assunzione di un cacciatore di taglie per trovare il pilota che ha distrutto la Morte Nera. Ne L'ombra dell'Impero del 1996 rivela che Fener deve convincere Luke a passare al Lato Oscuro ma è in conflitto, e sa in fondo che c'è ancora del buono in lui.

#### Fumetti
Fener appare in diversi fumetti come Star Wars Tales della Dark Horse Comics e nella serie Star Wars (1977-1986) della Marvel Comics. Anakin Skywalker è il personaggio principale della serie Star Wars: Republic della Dark Horse (1998-2006).

## Spade laser
Anakin ha posseduto quattro spade laser nel corso della sua vita: la prima, dal fascio azzurro (quand'era un padawan), viene distrutta nelle fonderie di droidi su Geonosis; durante la battaglia di Geonosis ne utilizza temporaneamente una verde, poi distrutta durante il duello con il conte Dooku; la terza, nuovamente azzurra (da Cavaliere Jedi), viene presa e custodita da Obi-Wan dopo aver sconfitto Anakin su Mustafar; l'ultima, dal fascio rosso, la perde sulla seconda Morte Nera dopo che il figlio Luke gli mozza la mano robotica.
Obi-Wan diede la sua seconda spada laser dal fascio azzurro a Luke, che, nel suo primo scontro col padre, perse, insieme alla sua mano, nella Città delle Nuvole su Bespin. Dato per scontato che su un pianeta gassoso la spada poteva essere stata distrutta, è invece stata recuperata e rimasta custodita per decenni, sul pianeta Takodana, dalla piratessa Maz Kanata, che circa trent'anni dopo la caduta dell'Impero considera l'arma destinata ad appartenere a chi è prescelto. In questo caso l'aliena dona l'arma alla giovane Rey. Ella ha posseduto la spada per il suo addestramento Jedi, finché in una colluttazione con Kylo Ren viene spezzata in due. Dopo che la spada è stata riparata, Rey la userà, insieme alla spada laser posseduta da Leila, per sconfiggere definitivamente Palpatine, nonché suo nonno. Dopodiché, dopo essersene fabbricata una propria, seppellisce le due spade degli Skywalker su Tatooine, alla desolata abitazione dei Lars, dove Luke è cresciuto.

## Il nome nell'adattamento italiano
Nel 1977 Mario Maldesi, direttore del doppiaggio di Guerre stellari, decise di modificare i nomi di alcuni personaggi del film in quanto ritenuti non adatti al pubblico italiano oppure non in grado di trasmettere agli spettatori le stesse sensazioni dell'originale, una scelta comune nelle opere di genere fantasy. Si ritenne che Darth Vader (pronunciato in inglese "Darf Veidar"), che nelle intenzioni di Lucas doveva essere imponente e spaventoso allo stesso tempo, in italiano sarebbe sembrato più che altro bizzarro: fu di conseguenza modificato in Dart Fener.
Il nome Dart Fener viene utilizzato nella trilogia originale e nella trilogia prequel, mentre ne Il risveglio della Forza viene utilizzato l'originale Darth Vader.
Claudio Sorrentino, il direttore del doppiaggio de L'attacco dei cloni, aveva proposto un voto su Internet riguardo al nome da usare nella nuova trilogia; il 56,5% dei votanti ha scelto di mantenere il nome Dart Fener. Dal primo episodio della trilogia sequel, Star Wars - Il risveglio della Forza, è stato invece deciso di utilizzare i nomi originali per tutti i personaggi, incluso "Vader" anziché "Fener".

## Nella cultura di massa
(Celebre frase di Dart Fener nel film L'Impero colpisce ancora)

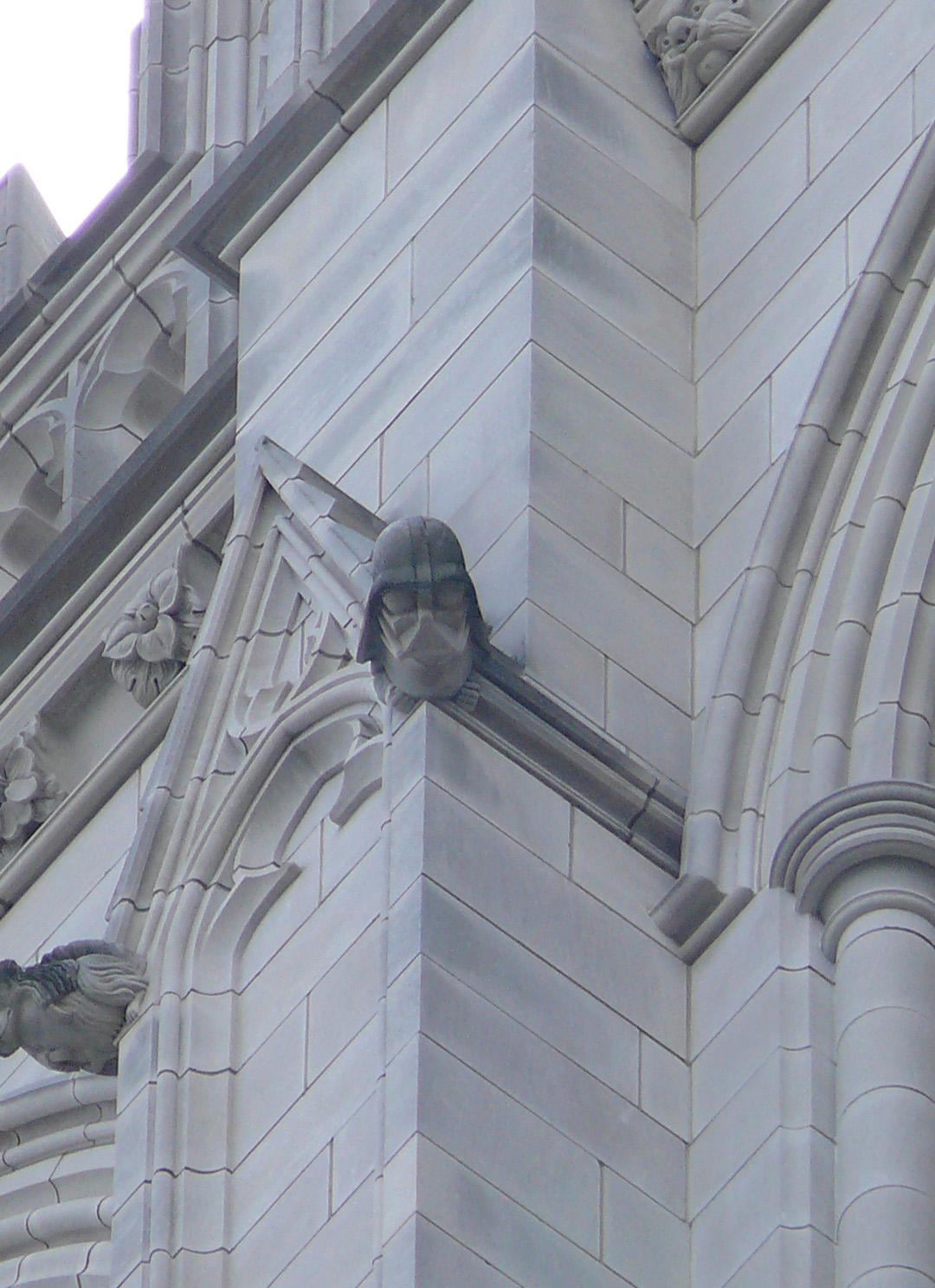
Il volto di Dart Fener scolpito su una parete della cattedrale dei Santi Pietro e Paolo a Washington

Lo status e l'icona di Dart Fener lo hanno reso un personaggio molto noto nella cultura popolare:
- Gli psichiatri lo hanno considerato come un esempio utile per spiegare il disturbo borderline di personalità agli studenti di medicina.[37]
- Il coleottero Agathidium vaderi prende il nome da Fener[38][39] e in diversi edifici in tutto il mondo troviamo dei riferimenti a lui.[40][41][42][43][44][45]
- Un doccione raffigurante la maschera di Fener sovrasta la parete est della torre di nord-ovest della cattedrale dei Santi Pietro e Paolo di Washington.[46]
- Durante la National Hockey League 2007-2008, il portiere degli Ottawa Senators Martin Gerber è stato chiamato affettuosamente dai fan "Darth Gerber".[47]
- Fener è stato citato numerose volte anche in campo politico: nel 2015 una statua di Vladimir Lenin a Odessa, in Ucraina, è stata convertita in una di Dart Fener a causa di una legge sulla decomunistizzazione;[48] il 22 giugno del 2006 il vice presidente Dick Cheney fa riferimento a sé stesso come il Dart Fener dell'amministrazione Bush;[49][50] tuttavia il regista George Lucas ha detto al New York Times, che Cheney è più simile all'Imperatore Palpatine, e che una migliore controfigura per Fener sarebbe George W. Bush.[51] In Ucraina il partito politico "Internet Party of Ukraine" regolarmente consente alle persone di nome Dart Fener di partecipare alle elezioni.[52]
- Molti film e serie televisive hanno reso omaggio a Dart Fener. Marty McFly nel film Ritorno al futuro (1985), con addosso un abito da radiazione, si definisce "Dart Fener dal pianeta Vulcano". Rick Moranis diventa "Lord Casco" (Dark Helmet) nel film-parodia Balle spaziali (1987). Nel film In cerca di Amy (1997), Hooper X parla a una convention di fumetti su Dart Fener dicendo che è una metafora su quanto poco il genere di fantascienza tratta le persone nere; il personaggio è stato anche parodiato nel cartone animato di Nickelodeon La vita moderna di Rocko in un episodio della serie.[53] In un altro cartone animato di Nickelodeon, Jimmy Neutron, compare un riferimento in un episodio.[54] Fener è stato anche accennato in Toy Story 2, film d'animazione del 1999.[55] In un episodio della serie dei Big Time Rush, Kendall paragona lui e gli altri ragazzi a degli Anakin passati al lato oscuro.
- Il personaggio ha guadagnato un'accoglienza molto positiva come cattivo di un film. Dart Fener è classificato al 9º posto nella lista dei 100 più grandi personaggi del film, stilata nel 2015 dalla rivista Empire.[56] La rivista Premiere ha classificato Fener nella loro lista dei 100 più grandi personaggi dei film di tutti i tempi.[57] Nella classifica dei 100 più grandi personaggi di fantasia del sito Fandomania.com Fener si è posizionato al numero 6.[58] Dart Fener è stato anche il supercriminale n. 1 nella serie Ultimate Super Heroes, Vixens and Villains del canale TV Bravo.[59] Dart Fener è stato anche classificato al 1º posto nella lista dei top 100 personaggi di Star Wars.[60] Inoltre, la citazione di Dart Fener ne L'Impero colpisce ancora "No, io sono tuo padre" (spesso citato erroneamente come "Luke, io sono tuo padre"), è uno delle citazioni più note della storia del cinema.[61] La frase è stata selezionata tra le 400 candidate dall'American Film Institute per la AFI's 100 Years... 100 Movie Quotes, un elenco delle più grandi citazioni di film americani.[62] Fener ha ricevuto il riconoscimento finale nel 2011 agli Scream Award come cattivo.[63] Nel 2010, il sito IGN lo ha classificato al 25º posto nella top 100 dei cattivi dei videogiochi.